# 围盘树科
围盘树科又名周位花盘科、巴西肉盘科或团花盘树科，共有3属9种，其中两属为单种属，生长在南美洲的热带地区；Soyauxia 属生长在非洲。
本科植物为乔木；单叶互生，叶大，革质，有托叶；花两性，花萼有毛，花瓣4-7；果实为核果。

## 属
- Peridiscus Benth.
- Soyauxia Oliv.
- Whittonia Sandwith

1981年的克朗奎斯特分类法将其列在堇菜目，1998年根据基因亲缘关系分类的APG 分类法认为其无法放在任何一个目中，属于系属不清的科，2003年经过修订的APG II 分类法将其列在金虎尾目。